# Dmitrij Uzinskij
Dmitrij Igorevič Uzinskij (in russo Дмитрий Игоревич Узинский?; Blagoveščensk, 13 luglio 1993) è un cestista russo.